# 해밀턴 공녀 메리 빅토리아 더글러스해밀턴
메리 빅토리아 더글러스해밀턴(Mary Victoria Douglas-Hamilton, 1851년 12월 11일 ~ 1922년 5월 14일)은 모나코 공 알베르 1세의 배우자이다. 스코틀랜드의 귀족 출신으로 알베르 1세와 이혼한 뒤 헝가리 귀족과 재혼했다.

## 생애
스코틀랜드의 귀족 해밀턴 공작과 바덴의 마리 아말리에 사이에서 장녀로 태어났다. 그녀의 외조모는 나폴레옹 보나파르트의 수양딸인 스테파니 드 보아르네였기에 그녀의 집안은 나폴레앙 가문과 밀접한 관련이 있었다.
1869년 9월 21일 모나코 공자 알베르와 결혼했고 아들 루이(훗날의 루이 2세)를 두었지만 1880년 부부는 이혼했다. 메리 빅토리아는 같은 해에 헝가리의 백작과 재혼했고 1남 3녀를 낳았다.